# Duka
Duka var en butikskedja som sålde bosättningsartiklar och hushållsutensilier, bland annat köksredskap och prydnadsföremål i Norge och Polen, och tidigare i Sverige. Verksamheten i Sverige genomgick flera förändringar och ägarbyten, och i maj 2009 gick den svenska verksamheten i konkurs.

## Historik
1920 startade Hjalmar Blomkvist en porslins- och köksinredningsbutik i Linköping. Denna butik var den äldsta av sexton butiker inom segmentet som 1962 gick ihop under namnet Duka. Den nya kedjan satsade tidigt på egen design.
Våren 2005 splittrades kedjan då 52 butiker i Sverige som drivits franchisetagare istället valde att gå ihop med danska och norska handlare under namnet Inspiration. De återstående 47 butikerna i Sverige som ägdes av den norska koncernen CG Holding fortsatte dock som Duka-butiker.
I maj 2009 blev det officiellt att den svenska verksamheten skulle avvecklas. I samband med det såldes 27 av kedjans butiker till konkurrenten Cervera. Övriga butiker och övrig verksamhet avvecklades..
Bergendahl Home Deco AB förvärvade i juni 2009 varumärket Duka globalt, förutom Sverige, samt butikskedjan Duka Polska i Polen med 24 butiker. Dessutom förvärvade Bergendahls en produktvarumärkeslicens som ger rättigheten att fortsätta att sälja Duka-varor i Sverige. 2014 sålde Bergendahls den polska butikskedjan och samtliga varumärkesrättigheter. Man har enligt avtal rätt att använda och licensiera varumärkena på den skandinaviska marknaden samt skyldighet att försörja kedjan med vissa Dukaprodukter. 